# Antal Róth
Antal Róth (ur. 14 września 1960 w Komló) – piłkarz węgierski grający na pozycji prawego obrońcy.

## Kariera klubowa
Karierę piłkarską Róth rozpoczął w klubie Mázaszászvári Bányász. Następnie uczęszczał do szkoły sportowej w Peczu, Pécsi Sportiskola. W 1978 roku został piłkarzem Pécsi Munkás FC i zadebiutował w jego barwach w pierwszej lidze węgierskiej. Przez lata był podstawowym zawodnikiem tego klubu. Swój największy sukces osiągnął w sezonie 1985/1986, gdy wywalczył wicemistrzostwo Węgier. W barwach Pécsi MFC rozegrał 181 meczów i strzelił 23 gole. W 1984 i 1986 roku był wybierany Piłkarzem Roku na Węgrzech.
Latem 1986 roku Róth odszedł do Feyenoordu. W Eredivisie zadebiutował 23 listopada 1986 w zremisowanym 1:1 domowym spotkaniu z FC Utrecht. Przez 4 lata był rezerwowym w Feyenoordzie. Rozegrał 29 meczów i strzelił 3 bramki. W 1989 roku w wieku 29 lat zakończył karierę.

## Kariera reprezentacyjna
W reprezentacji Węgier Róth zadebiutował 7 września 1983 roku w zremisowanym 1:1 towarzyskim spotkaniu z RFN. W 1986 roku był w kadrze Węgier powołanej przez Györgya Mezeyego na Mistrzostwa Świata w Meksyku. Na tym turnieju wystąpił w 3 meczach: ze Związkiem Radzieckim (0:6), z Kanadą (2:0) i z Francją (0:3). Od 1983 do 1989 roku rozegrał w kadrze narodowej 29 meczów i strzelił jednego gola.

## Kariera trenerska
Po zakończeniu kariery piłkarskiej Róth został trenerem. Kilkukrotnie prowadził Pécsi Munkás FC. Był także trenerem Mohácsi FC, FC Sopron oraz selekcjonerem reprezentacji Węgier U-21. Od 2009 roku prowadzi Haladás Szombathely.